# Santa Cruz de Tenerife (stad)
Santa Cruz de Tenerife of kortweg Santa Cruz is de hoofdstad van de provincie Santa Cruz de Tenerife. Samen met Las Palmas de Gran Canaria is het de gedeelde hoofdstad van de autonome gemeenschap Canarische Eilanden, die dus twee hoofdsteden heeft.
In de botanica rekent men de Canarische Eilanden vanwege de bijzondere plantengroei tot Macaronesië. Dat is ook in Santa Cruz te zien.
De stad ligt in het noordoosten van het eiland Tenerife. Het dichtstbijgelegen land is Marokko, waarmee de stad echter weinig contacten heeft.
Vrijwel alle aspecten van het (sociale) leven en de economie zijn gericht op het moederland Spanje. Er worden echter voorzichtige pogingen ondernomen om de stad meer bij het dichtbijgelegen Afrika te betrekken. De stad telt 203.585 inwoners (1 januari 2016).
In de stad is het militaire hoofdkwartier van de Canarische Eilanden gevestigd. Een aantal opvallende gebouwen en hoge zendmasten op de bergen rond de stad getuigen daarvan.

## Geschiedenis
De plek waar nu de stad Santa Cruz ligt, is al bewoond sinds de tijd van de Guanchen, ongeveer 2000 jaar geleden. De regio was bij deze bewoners bekend als Añazo.
Santa Cruz werd in opdracht van de Spaanse Kroon in 1493 gesticht door Alonso Fernández de Lugo. Hij plaatste een groot houten kruis op het strand in de baai. Aan deze daad dankt de stad haar naam. Omdat men wist dat ook de Portugezen aanspraak op het eiland maakten, bouwde men al spoedig de eerste huizen en een stenen verdedigingsmuur die de eerste nederzetting moest beschermen.
De stad functioneerde daarna lange tijd als het commerciële centrum van de later gestichte hoofdstad San Cristóbal de La Laguna. Toen in de 17e eeuw de havenstad Garachico werd bedolven onder de lava door een vulkaanuitbarsting, kreeg de stad meer invloed als belangrijkste haven op het eiland. In 1833 werd het sterk gegroeide Santa Cruz de hoofdstad van de Canarische Eilanden. In 1927 werd de archipel in twee provincies opgesplitst en werd Las Palmas de Gran Canaria de hoofdstad van de oostelijke provincie. De baai van Santa Cruz kon door haar beschutte ligging goed verdedigd worden tegen aanvallen. Tot voor kort herinnerden slechts enkele muurresten en het kasteel van San Juan aan dat roemruchte verleden. Sinds 2008 zijn de resten van een ouder fort, het Castillo de San Cristóbal, weer te zien.

## Demografie
Bron: INE; 1857-2011: volkstellingen
Opm: Bevolkingscijfers in duizendtallen; aanhechting van Taganana en Valle de San Andrés (1857) en een deel van El Rosario (1981)

## Politiek

Zona metropolitana (aangeduid in geel)

### Metropool
Samen met San Cristóbal de La Laguna (ongeveer 150.000 inwoners in 2016), La Cuesta en Taco vormt Santa Cruz de Area Metropolitana de Santa Cruz de Tenerife: een aaneengesloten, dicht bebouwd gebied, dat bestaat uit de genoemde vier steden die onderling goed samenwerken. Zo heeft de universiteit van La Laguna belangrijke faculteiten in Santa Cruz.
Vanwege de verwevenheid op (macro-)economische, planologische en organisatorische gebieden gaan er stemmen op om de agglomeratie ook politiek samen te smelten tot één gemeente. Door de snelle groei en het gebrek aan ruimte tussen elkaars grondgebied zou dat grote voordelen kunnen bieden in het door ruim 420.000 inwoners tellende gebied.

### Gemeente

Districten van Santa Cruz

De gemeente Santa Cruz is administratief onderverdeeld in 5 districten:
| Nr. | District          | Bevolking |
| --- | ----------------- | --------- |
| 1.  | Anaga             | 14.135    |
| 2.  | Centro-Ifara      | 53.652    |
| 3.  | La Salud-La Salle | 70.120    |
| 4.  | Ofra-Costa Sur    | 47.977    |
| 5.  | Distrito Suroeste | 41.136    |

## Bezienswaardigheden
Het centrale plein is het Plaza de España dat op 26 juli 2008 zijn huidige, moderne, vorm gekregen heeft. Het plein ligt vrijwel tussen de zee en het drukke centrum van de stad: men loopt vanuit de passagiershaven via het plein gelijk in grote winkelstraten en winkelcomplexen. Prijzen van goederen zijn over het algemeen laag.
Straten met restaurants en bars omringen het winkelcentrum. Verder heeft de stad groene parken en een aantal goed verzorgde pleinen.
In het centrum bevinden zich een kleine 10 musea waaronder het archeologisch museum, het antropologisch en het museum voor schone kunsten. Het militaire museum ligt nog net in de oude stad.
De belangrijkste bezienswaardigheden zijn:
- Auditorio de Tenerife: een operagebouw ontworpen door Santiago Calatrava
- Castillo de San Cristóbal: een voormalig fort, sinds 2008 opengelegd
- Iglesia de La Concepción: een barokke kerk en een vesting uit 1577
- Museo Municipal de Bellas Artes: museum voor schone kunsten
- Playa de Las Teresitas: een van de populairste stranden op het eiland
- Torres de Santa Cruz: twee 120 meter hoge wolkenkrabbers

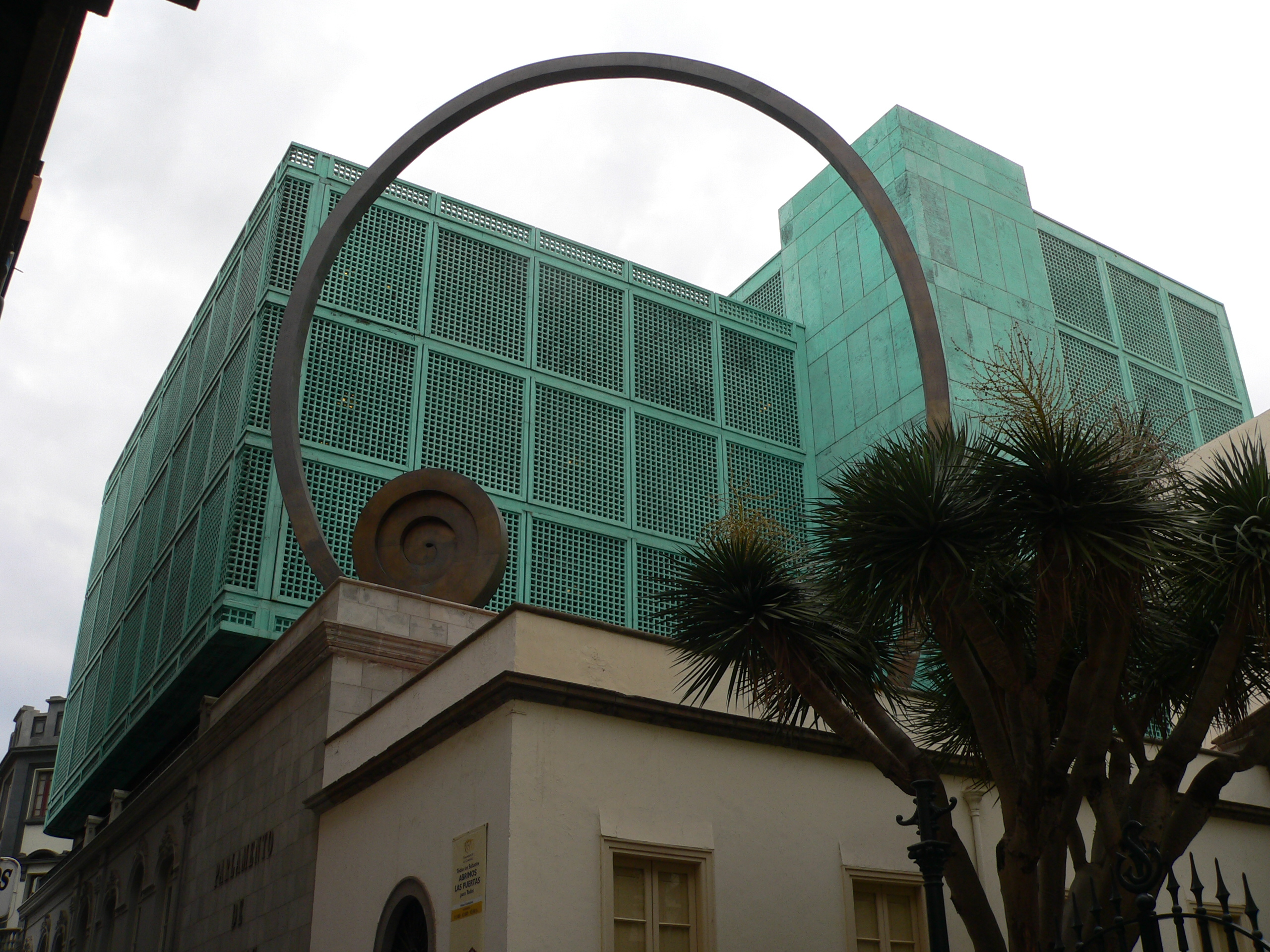
Het parlementsgebouw van de Canarische Eilanden
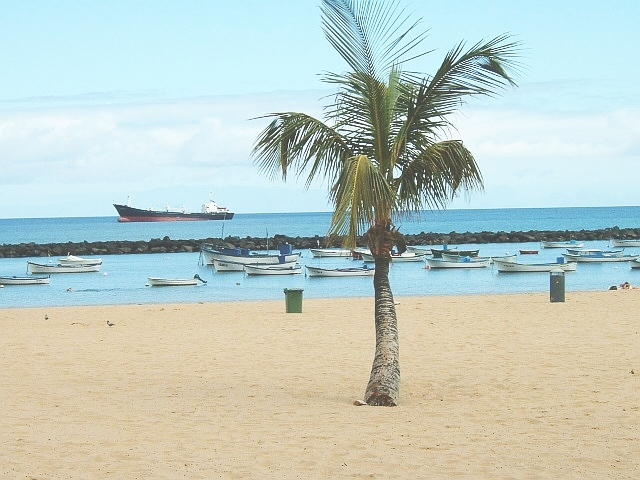
Strand van San Andres ofwel Playa de Las Teresitas: een beschut, met zand uit de sahara opgespoten strand even ten noorden van de hoofdstad

## Cultuur
Op cultureel gebied is de stad op Tenerife allesoverheersend met haar auditorium, het congrescentrum, haar (moderne) musea, kunstbevorderende instituten, de met kunst en cultuur doorspekte feesten en het uiterst belangrijke carnaval. De daaraan gerelateerde werkgelegenheid komt vrijwel uitsluitend Santa Cruz ten goede terwijl de bezoekers uit de hele archipel komen. Tijdens het carnaval, een van de grootste ter wereld, zelfs uit heel Spanje of nog verder.

### Media
In Santa Cruz de Tenerife wordt het dagblad El Día uitgegeven, de meest gelezen krant van de Canarische Eilanden. Tot de krant behoren tevens een televisie- en een radiostation.

### Sport
De stad huisvest de voetbalclub CD Tenerife, die sinds 2013 in de Segunda División A speelt. Hun stadion Estadio Heliodoro Rodríguez López ligt ook in de stad en heeft een capaciteit van 24.000 plaatsen. De ploeg won in 1993 de Trofeu Joan Gamper, een voetbaltoernooi.

### Invloed van de vrijmetselarij

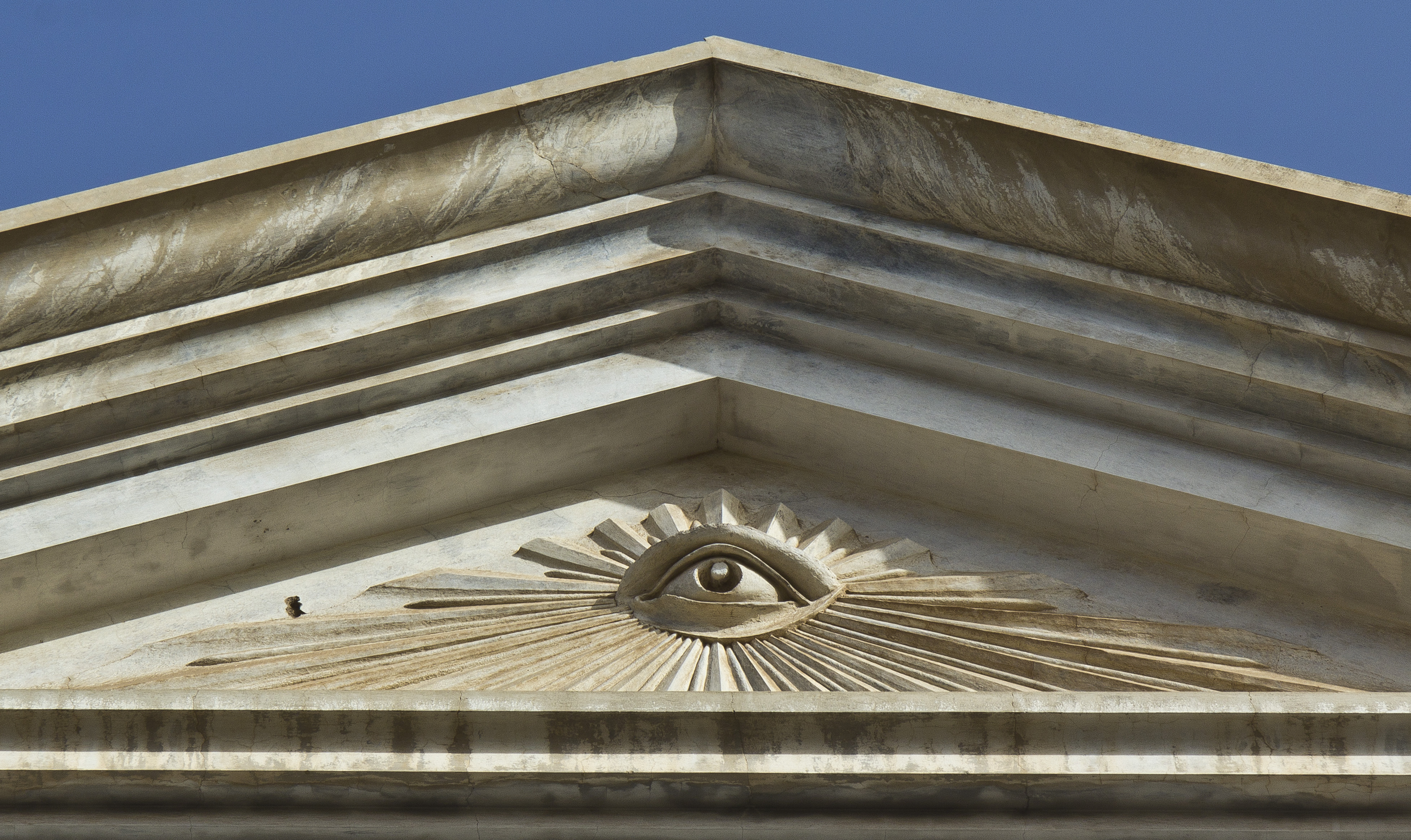
Alziend oog, op de gevel van de vrijmetselaarstempel van Santa Cruz de Tenerife.

Santa Cruz de Tenerife wordt onder andere gekenmerkt door de invloed van de vrijmetselarij die tot uiting komt in enkele van de belangrijkste historische gebouwen in de stad, een invloed die zelfs op de stadsplattegrond kan worden waargenomen.
De stad had een aanzienlijk aantal burgemeesters en politici die bij de vrijmetselarij waren aangesloten, vooral tussen de 19e en het begin van de 20e eeuw. In deze stad werd in 1895 de Añaza Loge opgericht, een van de belangrijkste maçonnieke werkplaatsen in Spanje in de 20e eeuw. Onder zijn auspiciën zou de vrijmetselaarstempel van Santa Cruz de Tenerife worden gebouwd. De invloed van vrijmetselaarssymboliek op de architectuur en stedenbouw van de stad is het onderwerp geweest van verschillende academische studies.

## Economie
De economie van Santa Cruz steunt hoofdzakelijk op dienstverlening, handel, toerisme, im- en export van olieproducten, de haven en de aanwezigheid van talloze politieke en financiële instituten waaronder de centrale bank van de Canarische Eilanden. In de stad bevinden zich de belangrijkste bedrijven van de archipel, de meeste winkels en enkele grote tot zeer grote warenhuizen en woonboulevards. Alles bij elkaar goed voor een sterke economie en ontwikkelingsgraad, mede op het gebied van automatisering.
De industrie is, afgezien van olieraffinage en voedingsmiddelen minder belangrijk. De olieraffinaderij, die op 28 november 1930 werd geïnaugureerd en andere industrieën werden opgericht om meer variatie te brengen in de economie en deze te stimuleren.
De afgelopen jaren gaven bouw en infrastructurele werken een opbloei te zien. De stad heeft grote delen opnieuw ingericht, zijn infrastructuur gemoderniseerd en nieuwe wijken met grote detailhandelsgebieden, hoge woon- en kantoorgebouwen gebouwd.
Daarnaast is een aantal aandachttrekkende openbare gebouwen tot stand gekomen zoals het Auditorium, de congreshal en het museum voor moderne kunst en cultuur. Naast het Auditorium is een enorm zwembadcomplex gebouwd.

### Haven

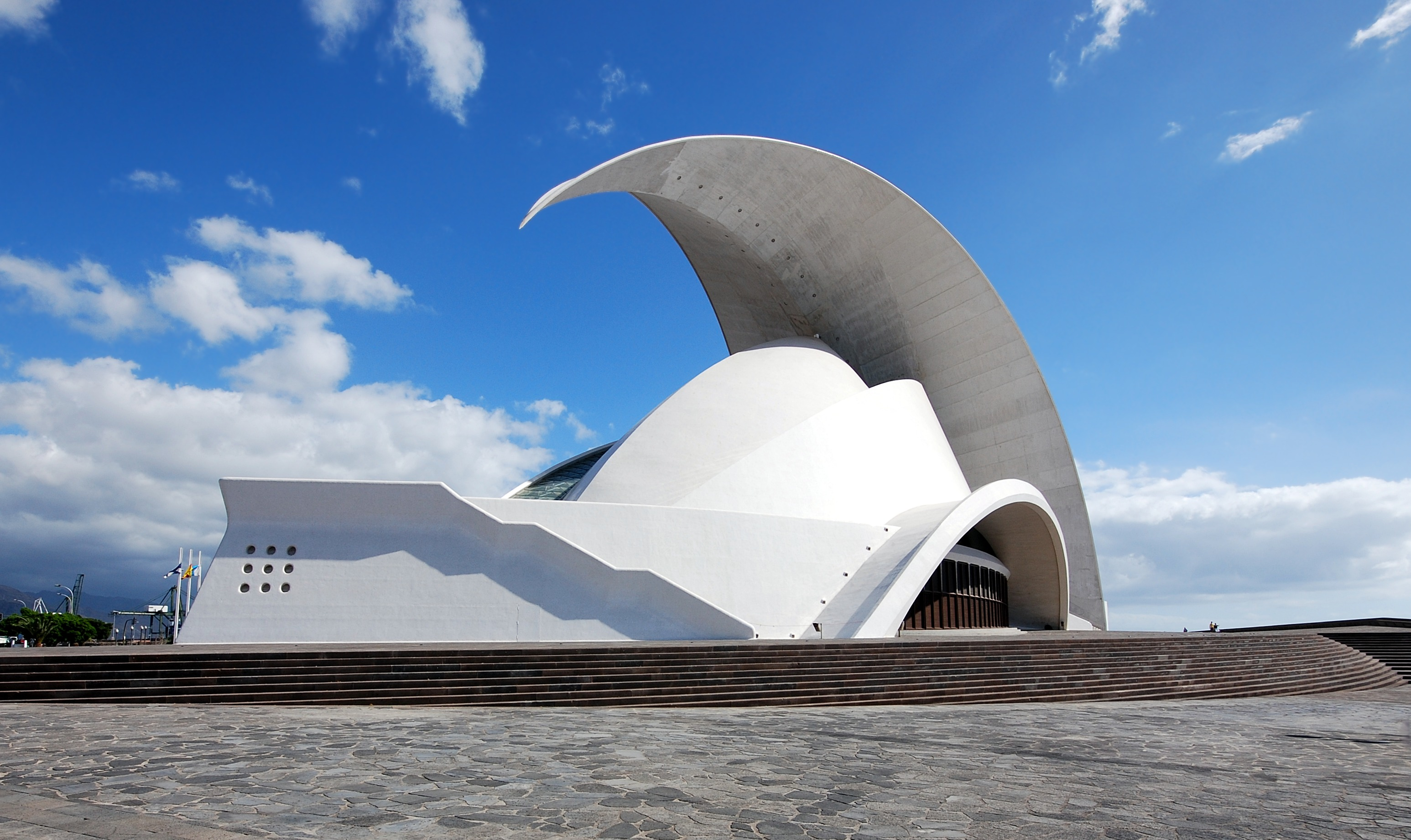
Auditorio de Tenerife

De haven van Santa Cruz functioneert voor zowel passagiers- als vrachtvaart als een belangrijke spil tussen de Eilanden en Spanje. Het is ook een belangrijke doorvoer- en overslaghaven op de routes tussen Europa en Zuid-Amerika. Via de haven worden producten van de Canarische Eilanden geëxporteerd, waaronder bananen, groenten, tabak en wijn. Ten slotte zijn de veerdiensten en de cruisevaart van steeds groter wordend belang.
De van oorsprong natuurlijke haven van Santa Cruz is een van de drukste van Spanje. Het heeft vier separate havenbassins, watergebieden die met haakvormige dijken vrijwel geheel van de zee afgesloten zijn en aan de binnenzijde kades bevatten:
- het Anagabassin met de noordkade, de zuidkade, de Ribera-kade en de Liaison-kade. In dit oudste bassin meren de veerdiensten, de cruiseschepen en de roroschepen aan;
- het Oostbassin met de oostelijke kade, de containerkade en de Bufaderokade. Dit bassin wordt gebruikt voor container-, erts- en bulkoverslag. Voor containers is 250.000 m² kade beschikbaar;
- het visserijbassin met de visserijkades. Dit bassin is het verst van de stad gelegen en het enige met een verwerkende industrie op een op de zee veroverd gebied;
- het Los Llanosbassin met de damkade voor werven met een drijvend dok en de westkade voor container- en roroschepen.

### Industrie
De Canarische Eilanden zijn weliswaar een volwaardig onderdeel van de Europese Unie, maar vallen buiten de douane-unie daarvan. Dit gegeven staat de eilanden toe een eigen systeem van invoerheffingen en omzetheffingen te hanteren waardoor men succesvol de eigen industrie weet te beschermen. In de kwetsbare werkgelegenheid van de eilandengroep vindt men de ratio voor deze uitzondering op de EU-principes. Immers door de afgelegen ligging en kleine omvang van de bevolking is het niet mogelijk een scherp concurrerend bedrijfsleven te ontwikkelen.
Met name de voedingsmiddelenindustrie profiteert van de bescherming middels invoerheffingen op producten die geen lokale oorsprong hebben. Zij steunt voor een groot deel op lokale aanvoer en consumptie en is sterk ontwikkeld door voorgenoemde factoren. Door de olieraffinaderij kan de stad concurrerend schepen laten bunkeren. De autoriteiten trachten, tot dusver met weinig resultaat, ook de textielindustrie te bevorderen.
Door de uitzondering op EU-regels inzake heffingen bestaat op de eilanden geen btw. In plaats daarvan kent men slechts de IGIC, een lokale belasting die maximaal 5% bedraagt. Ook de accijnzen zijn laag, dat komt het meest duidelijk tot uiting in de prijzen van tabak, alcohol en brandstof. Door de laatste twee zijn de (grondstof-) prijzen van een groot aantal producten relatief laag.

### Centrumfuncties
De stad herbergt belangrijke politieke organen van de Canarische Eilanden: het parlement, de rekenkamer, de helft van de ministeries en het Paleis van Justitie van de archipel. Er bevinden zich belangrijke universitaire faculteiten en meerdere grote onderzoeks instellingen. De centrale bank van de Canarische Eilanden zetelt in Santa Cruz.
Als hoofdstad van de westelijke provincie van de Canarische Eilanden zetelen alle provinciale ambtelijke en politieke organen in Santa Cruz. Ook talloze semi-overheidsinstellingen als het instituut voor het beheer van nationale parken bevinden zich in de stad. De stad heeft, als hoofdstad van het eiland Tenerife ook op dat politieke deelgebied allerlei instituten. Ten slotte zetelen bestuur en staf van de gemeente Santa Cruz in de stad.
De lokale detailhandel mag zich verheugen in een stroom klanten die uit heel Tenerife en andere eilanden in Santa Cruz hun inkopen doen. Grote vestigingen van (woon-) warenhuizen als Ikea, Leroy Merlin, Carrefour, Maya en El Corte Inglés zijn in de stad te vinden. Het uitgestrekte terrein van de gesloopte Cepsa-installaties omvat enorme winkelcentra met goede verbindingen en omvangrijke parkeergarages. Warenhuizen van 15.000 m² en elektronicawinkels van 5.000 m² verbazen. Door het ontbreken van de btw zijn de prijzen in de winkels relatief laag.

### Toerisme
In het verleden deed de stad weinig aan het bevorderen van het toerisme naar de stad. Het aantal aan- en afvarende cruiseschepen neemt de laatste jaren echter toe waardoor het inzicht is ontstaan dat de toeristische industrie een belangrijke pijler van de economie kan worden. De informatievoorziening aan toeristen wordt verbeterd en routes beter aangegeven. Er is echter hoegenaamd geen inwoner, dienstverlener, verkoper of ober die een andere taal spreekt dan het lokale Spaans. Dit gegeven zal er nog geruime tijd voor zorgen dat het toerisme zich maar moeizaam zal ontwikkelen.

## Verkeer en vervoer

### Wegennet
Vanuit de stad zijn via een modern snelwegnetwerk de andere delen van het eiland te bereiken. De 90 kilometer lange TF-1 gaat vanuit de stad naar de zuidelijk gelegen delen en verbindt industriële en toeristische gebieden met de stad. De belangrijke luchthaven Tenerife Sur ligt direct aan de TF-1 op 75 km afstand van de stad.
De TF-5 met 2 maal 4 rijstroken verbindt de stad met de 9 km verder gelegen luchthaven Tenerife Norte in La Laguna. De snelweg loopt daarna via de historische stad La Orotava door tot net voorbij het toeristische gebied van Puerto de la Cruz. De TF-2 is een snelweg die de TF-1 en de TF-5 met elkaar verbindt.

### Openbaar vervoer
Het centrale busstation van het openbaar vervoer, het Intercambiador, combineert parkeren met het netwerk van bussen op het eiland en sinds midden 2007 met de (deels vrijliggende) tram naar La Laguna. Het 66.000 m² grote gebouw staat aan de zeezijde van de Avenida Tres de Mayo. Dagelijks komen en gaan 3.600 bussen.
De tramlijn heeft een lengte van 12,5 km en loopt van Santa Cruz door de steden La Cuesta en Taco tot in het centrum van La Laguna, waarmee de hele metropool te bereiken is. Er is een voornemen om de tram door te trekken tot de luchthaven Norte die direct westelijk van La Laguna ligt.

### Luchtverbindingen
De internationale luchthaven Tenerife Sur (Zuid) (voorheen Reina Sofia), ligt op 75 kilometer afstand van de stad. Op negen kilometer van de stad bevindt zich het vliegveld Tenerife Norte (Noord) (voorheen Los Rodeos), waar in 1977 de vliegtuigramp van Tenerife plaatsvond. Tenerife Sur neemt het grootste deel van het (toeristische) passagiers vervoer voor haar rekening terwijl Tenerife Norte veel vracht afhandelt en het zakelijke passagiersvervoer voor haar rekening neemt. Beide luchthavens verzorgen elke dag een groot aantal vluchten naar de andere eilanden van de archipel.

### Zeeverbindingen
Er is een regelmatige veerverbinding met Las Palmas de Gran Canaria, zowel een goedkopere, langzame dienst als duurdere, snellere diensten. Ook de andere grote eilanden die bij de Canarische Eilanden horen zijn via regelmatige veerdiensten goed bereikbaar.
Met grote regelmaat varen veer- en vrachtschepen naar de Spaanse havenstad Cádiz.

## Zustersteden
Santa Cruz de Tenerife is een zusterstad van
- Aranda de Duero
- Cádiz
- Caracas
- Guatemala-Stad
- Nice
- San Antonio
- Santa Cruz de la Sierra
- Santa Cruz

## Geboren in Santa Cruz de Tenerife
- Leopoldo O'Donnell (1809-1867), generaal en politicus
- Rafael Arozarena (1923-2009), dichter en schrijver
- Pedro Rodríguez Ledesma (1987), voetballer
- Omar Mascarell (1993), voetballer
- Ayoze Pérez (1993), voetballer
- Cristo González (1997), voetballer
- Alberto Moleiro (2003), voetballer

Albacete · Alicante · Almería · Ávila · Badajoz · Badalona · Barcelona · Bilbao · Burgos · Cáceres · Cádiz · Cartagena · Castelló de la Plana · Ceuta · Ciudad Real · Córdoba · A Coruña · Cuenca · Elche/Elx · Gijón · Girona · Granada · Guadalajara · L'Hospitalet de Llobregat · Huelva · Huesca · Jaén · Jerez de la Frontera · León · Lleida · Logroño · Lugo · Madrid · Málaga · Melilla · Mérida · Móstoles · Murcia · Oviedo · Ourense · Palencia · Palma · Las Palmas de Gran Canaria · Pamplona · Pontevedra · Sabadell · Salamanca · San Sebastián · Santa Cruz de Tenerife · Santander · Santiago de Compostella · Segovia · Sevilla · Soria · Tarragona · Terrassa · Teruel · Toledo · Valencia · Valladolid · Vigo · Vitoria-Gasteiz · Zamora · Zaragoza
Adeje · Arafo · Arico · Arona · Buenavista del Norte · Candelaria · Costa del Silencio · Fasnia · Garachico · Granadilla de Abona · La Guancha · Guía de Isora · Güímar · Icod de los Vinos · La Matanza de Acentejo · La Orotava · Puerto de la Cruz · Los Realejos · El Rosario · San Cristóbal de La Laguna · San Juan de la Rambla · San Miguel de Abona · Santa Cruz de Tenerife · Santa Úrsula · Santiago del Teide · El Sauzal · Los Silos · Tacoronte · El Tanque · Tegueste · La Victoria de Acentejo · Vilaflor de Chasna